# Shannon Rowbury

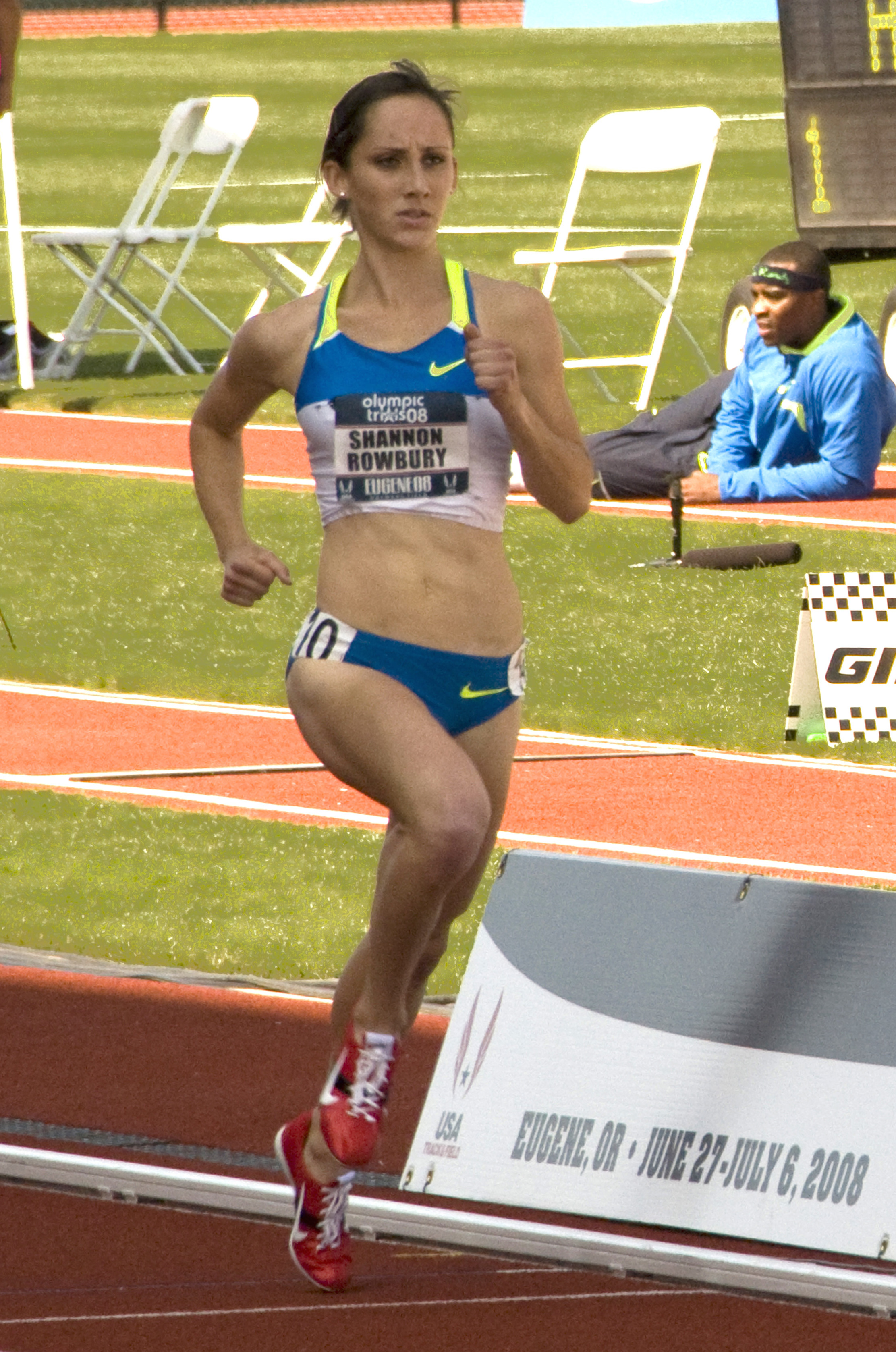
Shannon Rowbury

Shannon Rowbury, vollständiger Name: Shannon Nicole Rowbury, (* 19. September 1984 in San Francisco) ist eine US-amerikanische Mittelstreckenläuferin, die sich auf die 1500-Meter-Distanz spezialisiert hat.

## Leben
Als Studentin der Duke University wurde sie 2007 NCAA-Hallenmeisterin im Meilenlauf und -Vizemeisterin über 3000 Meter. Kurz danach zog sie sich einen Ermüdungsbruch zu, der ihr eine Teilnahme an der Freiluftsaison 2007 unmöglich machte.
2008 wurde sie US-Hallenmeisterin über 3000 Meter und siegte bei den US-Ausscheidungskämpfen für die Olympischen Spiele in Peking, bei denen sie Siebte wurde. Beim Weltfinale in Stuttgart wurde sie dann Fünfte.
Als US-Meisterin fuhr sie 2009 zu den Weltmeisterschaften in Berlin. Im Finale erreichte sie dort als Vierte das Ziel hinter der Spanierin Natalia Rodríguez, Maryam Yusuf Jamal aus Bahrain und der Britin Lisa Dobriskey. Nachdem Rodríguez wegen Rempelns nachträglich disqualifiziert wurde, erhielt Rowbury die Bronzemedaille. Beim Weltfinale wurde sie erneut Fünfte.
2010 wurde sie US-Vizemeisterin in der Halle und Dritte beim Continental-Cup in Split. Bei den Weltmeisterschaften 2011 in Daegu schied sie im Halbfinale aus.
Shannon Rowbury ist 1,65 m groß und wiegt 52 kg. Sie wird von John Cook trainiert.

## Bestzeiten
- 800 m: 1:59,97 min, 29. Juli 2016, Eugene
- 1500 m: 3:56,29 min, 17. Juli 2015, Monaco
  - Halle: 4:05,08 min, 14. Februar 2015, New York
- 1 Meile: 4:20,34 min, 7. September 2008, Rieti
  - Halle: 4:22,66 min, 31. Januar 2015,	Winston-Salem
- 3000 m: 8:29,93 min, 5. September 2014, Brüssel
  - Halle: 8:41,94 min, 28. Januar 2017,	Boston
- 5000 m: 14:38,92 min, 9. September 2016, Brüssel